# Orbital (bande dessinée)
Pour les articles homonymes, voir Orbital (homonymie).
Orbital est une série de bande dessinée de science-fiction franco-belge dessinée par Serge Pellé et écrite par Sylvain Runberg, dont le premier tome Cicatrices est sorti de chez l'éditeur Dupuis dans la collection Repérages le 5 avril 2006. Il s’agit d’un space opera où se mêlent aventures et intrigues politiques.
Un humain et une extraterrestre forment un binôme exemplaire pour régler les conflits entre les races afin de maintenir la paix entre les peuples. La station Orbital est la base de départ des agents de l'Office Diplomatique Intermondial, située dans un autre plan dimensionnel pour des raisons de sécurité, une technologie fondée sur les dernières avancées de la physique quantique. La mission des agents de l’ODI est de préserver la bonne entente galactique dans une Confédération regroupant plusieurs centaines de races, un organisme où les humains sont les derniers arrivés et très mal considérés, souvent perçus comme primitifs et dangereux.
La série est constituée de diptyques, qui forment à chaque fois une histoire complète avec une mission différente, mais on suivra au fur et à mesure de l’avancée des albums les destinées des différents personnages principaux.

## Description

### Résumé
En ce 24 mai 2278, à Prague sous la neige, le colonel Ulrich emmène deux adolescents Caleb et Kristina sur le toit d’un haut immeuble du vieux centre-ville, un poste d'observation donnant une vue imprenable sur le dôme où se déroule le dernier meeting des militants pro-confédérés, quelques jours avant le référendum mondial pour l’intégration humaine dans la Confédération. C'est là que se trouvent les parents de Caleb et Kristina, le linguiste Pavel Swany et l'astrophysicienne Ivanka Najman qui, l'un après l'autre, font un discours sur la future entente qui liera l’espèce humaine à cet organisme multicivilisationnel, vieux de plus de huit mille ans — et regroupant pour l’instant 781 races aliens. Pendant que Caleb essaie d’écouter leur discours grâce à des micro-capteurs traducteurs, un étrange commando composé d’hommes masqués prépare un attentat à l'aide d'une arme placée dans un appartement dont ils viennent de tuer les propriétaires, situé face au dôme. Un missile est alors lancé sur l’immense bâtiment sous les yeux horrifiés des deux enfants, sans que les services de sécurité ne puissent rien y faire : plus de cent vingt mille personnes venues du monde entier meurent dans l’attentat, il n’y a aucun survivant.
Quinze ans plus tard, un croiseur stellaire nommé le Délionite VII se pose sur Orbital, avec deux jours de retard, retard causé par une tempête magnétique. Des passagers de différentes races sélectionnés par l'Office Diplomatique Intermondial (ODI) en descendent et, parmi eux, Caleb, maintenant adulte, premier humain à obtenir une fonction diplomatique dans la Confédération.
Une nomination qui n’est pas du goût de tout le monde, les humains étant vus par beaucoup de peuples aliens comme une race inférieure aux normes minimales Confédérées. La dignitaire primale du directoire de l'ODI désigne alors un citoyen Sandjar, Mézoké Izzua comme partenaire de Caleb Swany, les deux diplomates formant un bien étrange binôme, Humains et Sandjarrs ayant été en guerre quelques années auparavant. Un duo qui a donc valeur de symbole, celui de la réconciliation possible, occasionnant une pression supplémentaire pour les deux agents.
Trois jours plus tard, leur première mission débute sur une petite lune appelée Senestam, un satellite de la planète Upsall, où vit le peuple Jävlode. Ces aliens sont opposés à des colons humains exploitant illégalement les mines de Trélium présentes en abondance sur leur lune, prélude à un affrontement sans pitié où Caleb et Mézoké devront faire la preuve de leur efficacité.

### Personnages
- Caleb Swany : Le premier humain à être nommé agent de l'Office Diplomatique Intermondial. Enfant, il a été avec sa sœur Kristina témoin de l'explosion du dôme où étaient rassemblés les soutiens humains à l’intégration Confédérée, attentat dans lequel périrent leurs deux parents. Un crime qui a marqué à vie Caleb Swany.
- Mézoké Izzua : Une citoyenne Sandjarr, race alien confédérée qui fut pratiquement massacrée par les Humains quinze ans plus tôt lors d'une guerre fratricide. Dans la société Sandjarr, l’appartenance sexuelle ne conditionne pas les individus dans un rôle prédéterminé. Aux yeux des humains, les Sandjarrs sont en revanche d’apparence féminine. Un personnage qui reste pour le moment assez secret.
- Nina Liebert : La pilote stellaire du vaisseau Angus. On sait qu’elle a vécu à Berlin, en Allemagne, avant de devenir une extractée, moment où elle subit des examens biologiques faits par de scientifiques aliens de race Welbu'rr, en échange de quoi ceux-ci allaient lui permettre de vivre clandestinement dans la Confédération, bien avant l’acceptation officielle des humains. Son nom est une référence au personnage d’Anna Liebert, un des personnages de la série manga Monster de Naoki Urasawa, un auteur que Sylvain Runberg apprécie énormément. Dans le manga, Anna Liebert, qui vit en Allemagne, se fait appeler pendant une période Nina Fortner. Dans Orbital, le nom de la pilote est un croisement de ces deux noms.
- Angus : Un vaisseau aux capacités stupéfiantes, un des derniers Névronomes, un vaisseau vivant capable de penser par lui-même. Son nom est un hommage au guitariste du groupe AC/DC, Angus Young.
- Evona Toot : La dignitaire primale du directoire de l'Office Diplomatique Intermondial, supérieure hiérarchique directe de Caleb et Mézoké. Elle tente de donner son appui maximum à ce binôme qu’elle a nommé dans l’espoir de prouver la supériorité des valeurs pacifiques de la Confédération.
- Colonel Hector Ulrich : Ami d'enfance de Pavel Swany, il prend soin des enfants de ce dernier depuis qu'il avait la charge de les veiller au même moment du terrible attentat.
- Kristina Swany : La petite sœur de Caleb. Elle semble avoir disparu de la vie de Caleb une fois celui-ci devenu adulte, et personne ne sait ce qu’elle est devenue.

### Clin d'œil

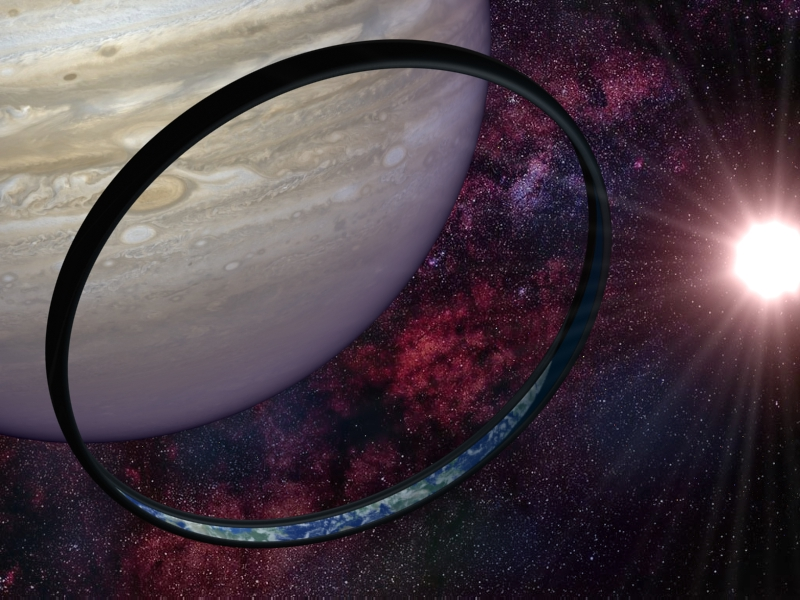
Une des illustrations d'une Orbitale dans le Cycle de la Culture, un habitat spatial créé par Iain M. Banks.

La série est souvent comparée à celle des agents spatio-temporels Valérian et Laureline de Pierre Christin et Jean-Claude Mézières — qui fait effectivement partie des premières lectures du scénariste — pour les décors, l'ambiance et, bien sûr, le tandem de choc. Sauf qu'ici, l’agent qui accompagne Caleb Swany est un alien, Mézoké Izzua, créature sexuellement non identifiée et au parcours mystérieux.
Mais le ton général de la série est plus dur, l’univers concocté par Pellé et Runberg se veut plus sombre, plus réaliste, plus ancré dans une réflexion géopolitique que dans la satire sociale comme a pu l’être son illustre aîné. Orbital évoque aussi à beaucoup la saga Star Wars, vu le grand nombre de races extra-terrestres qui y évoluent et la multiplicité des mondes visités. Mais quand on lui demande si une fiction a pu quelque peu inspirer l’univers d’Orbital, c’est en fait un autre cycle que cite Sylvain runberg, celui de La Culture du romancier écossais Iain Banks, tandis que pour l’essentiel, ce sont surtout des thèmes historiques ou d’actualités qui constituent ses bases d’inspirations pour développer les aventures des deux agents diplomatiques.
Pour ce qui est de ses influences scénaristiques, Sylvain Runberg évoque souvent Luc Brunschwig, Alan Moore, Brian K. Vaughan, Naoki Urasawa, Warren Ellis, les productions HBO (Les Soprano (The Sopranos), Sur écoute (The Wire), Six Feet Under…).

## Analyse
Sylvain Runberg, grand amateur de science-fiction, part toujours des personnages pour écrire une histoire avant de construire l’univers dans lequel ils évoluent. Pour lui, c’est avant tout à travers les personnages que se construisent le ton et l’originalité d’un récit, et ainsi de déterminer d’abord quelles sont leurs caractéristiques psychologiques, à quels types de mondes ou de cultures ils appartiennent, leurs rôles spécifiques dans le récit, leurs évolutions. En revanche, même s’il s’agit d’un monde imaginaire comme celui d’Orbital, il s'inspire souvent de la réalité pour en définir les bases : dans Orbital, la politique, l'environnement, le racisme ont notamment servis à développer les trames du récit. Ainsi, l’idée du référendum mondial et de ses opposants plonge ses racines dans le référendum européen sur le traité de Maastricht en 1992 tandis que la planète Sénestam et la communauté de Shirebruk sont inspirées des mines wallonnes du XIXe siècle.

« (…) les Humains se retrouvent à la place qui serait probablement la leur si une rencontre avait lieu avec une ou plusieurs civilisations extraterrestres dotées d’une technologie très en avance sur la nôtre, à savoir celle des petits derniers pas forcément très à l’aise dans un pareil contexte. Il y a ensuite une métaphore évidente sur les différentes vagues d’immigrations que connaît notre planète, et ce depuis la naissance de l’Humanité, où chaque nouvel arrivé dans un lieu donné est souvent montré du doigt, par ignorance, peur, désinformation ou démagogie. La France en est malheureusement un bon exemple depuis la fin du XIXe siècle : Polonais, Italiens, Espagnols, Maghrébins, Africains, toutes ces vagues migratoires ont dû faire face au racisme et à l’exclusion. Il en est de même pour l’Humanité, dans son ensemble, au sein de la Confédération extra-terrestre décrite dans Orbital »

— Sylvain Runberg, à propos de la station Orbital.
Quant au dessinateur Serge Pellé, il rencontre Sylvain Runberg via les éditions Dupuis en 2005. Se déclarant très à l’aise dans cet univers de science-fiction, sa technique a pour base un premier tracé au crayonné avant de passer aux finitions avec la mise en couleurs, où se mêlent feutres à alcool, gouache Peinture acrylique, pastels gras et de légères modifications finales par ordinateur. Concernant son style, les dessinateurs Enki Bilal, Moebius, Régis Loisel ou Juan Gimenez sont souvent cités par les lecteurs et les critiques.

« [Pour réaliser un tome, il me faut] Douze mois, je travaille en couleurs directes ! Je modifie les couleurs un petit peu sur l’ordinateur, faut prendre le temps de faire les choses bien, un album c'est quand même de l'argent pour le lecteur. Douze mois, c'est long pour vous, mais pour moi c'est juste ce qu'il me faut : ça fait un euro par mois pour vous c'est pas si cher finalement. »

— Serge Pellé.

### Publication
Les deux premiers tomes dont le premier tome a dépassé les 35 000 exemplaires ont connu un succès immédiat en France, auprès des lecteurs comme des critiques, des ouvrages qui ont déjà été traduits en Espagne, aux Pays-Bas, en Allemagne, en Angleterre aux États-Unis, en Italie et en Pologne.
Une histoire courte où apparaissent les deux personnages principaux de la série est également publiée le 10 octobre 2007 dans le journal de Spirou no 3626, une page de gag appelée Cantina wars dans un numéro spécial du magazine consacré à Star Wars la couverture de ce numéro étant une adaptation du premier Star Wars Comics.
Le 21 août 2009 parait le troisième tome de la série Nomades, tiré à 14 500 exemplaires par les éditions Dupuis, une seconde mission qui se déroule cette fois-ci sur Terre, à Kuala Lumpur, sur fond de cérémonie de réconciliation entre Humains et Sandjarrs, au moment où d’étranges nomades aliens, les Raphakuns, s'introduisent au cœur des eaux malaisiennes et déclenchent une crise majeure. Le quatrième tome concluant ce deuxième diptyque s’appelle Ravages, paru en octobre 2010.
Le premier tome de la troisième saison se distribue à partir du 21 septembre 2012 sous le titre épisodique de Justice.
Résistance, ce sixième tome, est prévu pour janvier 2015 avant de le reporter au 20 mars 2015 à la suite d'un problème de santé au poignet du dessinateur Serge Pellé qui a retardé ses activités de six mois.

#### Coffrets
Pour le plaisir des collectionneurs fanatiques d'Orbital, l'éditeur révèle un nommé Fourreau Orbital réunissant les deux premiers albums en août 2009 et un coffret de quatre premiers albums, accompagné d'un livret de seize pages signées Serge Pellé, en novembre 2010.

## Postérité

### Exposition
À la Cité des sciences et de l'industrie, à l'occasion de l'exposition Science & Fiction ayant eu lieu du 21 octobre 2010 au 3 juillet 2011, une partie de cadres de la série Orbital se met en vue sur une fresque murale dans une des salles principales.

### Festivals
En fin mai 2013, Serge Pellé reçoit un prix « Bobby » du dessin au quatrième édition du festival Montargis coince la bulle dans le Loiret.

## Publications en français

### Revue
Le binôme fit une entrée dans un gag Cantina wars dans Spirou no 3626 du 10 octobre 2007 sur le thème de Star Wars Comics. L'inspiration vient à l'évidence de la scène remplie des extraterrestres multiformes de Mos Eisley sur Tatooine dans le quatrième volet de la saga Star Wars, ce qui avait marqué le scénariste étant petit.

### Albums
| Cycle             | N° | Titre      | Année          | Collection   | ISBN                     | Notes                       |
| ----------------- | -- | ---------- | -------------- | ------------ | ------------------------ | --------------------------- |
| Première mission  | 1  | Cicatrices | avril 2006     | Repérages    | (ISBN 2-8001-3796-7)     | + 35 000 exemplaires vendus |
| Première mission  | 2  | Ruptures   | juin 2007      | Repérages    | (ISBN 978-2-8001-3927-2) |                             |
| Deuxième mission  | 3  | Nomades    | août 2009      | Repérages    | (ISBN 978-2-8001-4075-9) | Tiré 14 500 exemplaires     |
| Deuxième mission  | 4  | Ravages    | octobre 2010   | Grand Public | (ISBN 978-2-8001-4711-6) |                             |
| Troisième mission | 5  | Justice    | septembre 2012 | Grand Public | (ISBN 978-2-8001-4917-2) |                             |
| Troisième mission | 6  | Résistance | mars 2015      | Grand Public | (ISBN 978-2-8001-5655-2) |                             |
| Quatrième mission | 7  | Implosion  | janvier 2017   | Grand Public | (ISBN 978-2-8001-6611-7) |                             |
| Quatrième mission | 8  | Contacts   | octobre 2019   | Grand Public | (ISBN 978-2-8001-7155-5) |                             |

### Hors série
- Fourreau Orbital, Dupuis, 2009
Scénario : Sylvain Runberg - Dessin et couleurs : Serge Pellé -  (EAN 3600121165045)
- Coffret Orbital, Dupuis, 2010
Scénario : Sylvain Runberg - Dessin et couleurs : Serge Pellé -  (EAN 3600121201040)

## Publications en langue originale

### Albums
| Pays       | Titre   | Dépôt Légal  | Éditeur         | Collection    | Notes                           |
| ---------- | ------- | ------------ | --------------- | ------------- | ------------------------------- |
| Pays-Bas   | Orbital | avril 2007   | Spirou          | Spotlight     |                                 |
| Espagne    | Orbital | 2007         | Norma Editorial | Cómic Europeo |                                 |
| Allemagne  | Orbital | 2007         | Splitter        |               | Un album comprend deux parties. |
| Angleterre | Orbital | mai 2009     | Cinebook        |               |                                 |
| Pologne    | Orbital | janvier 2012 | Taurus Media    |               |                                 |
| Italie     | Orbital | juin 2012    | ReNoir Comics   |               | Un album comprend deux parties. |

## Distinctions

### Récompenses
- Festival de Montargis coince la bulle 2013 : Prix Bobby du dessin pour Serge Pellé[17]

## Séries dérivées

### Orbital hors série
Dans une interview du 27 juin 2011, le scénariste dévoile son projet d'une série dérivée d'Orbital comprenant cinq albums, dont cinq récits complets, différemment mis au point sur un thème précis sur le passé, dessinés par cinq différents auteurs. Serge Pellé, quant à lui, s'occupe de la réalisation des couvertures.
La première histoire est confiée à un artiste espagnol José Homs, connu pour les dessins de Secrets - L'Angélus de Frank Giroud, qui, d'ailleurs, travaillera également avec Sylvain Runberg sur l’adaptation de la trilogie best-seller Millenium de Stieg Larsson aux éditions Dupuis.
Le premier album hors série intitulé Premières rencontres sort en fin août 2013.
- 1 Premières rencontres, Dupuis, 2013
Scénario : Sylvain Runberg - Dessin : Bannister, Montlló, Serge Pellé et Toledano - (EAN 978-2-8001-5737-5)